# Tony Brown (calciatore)
Anthony Brown, noto come Tony Brown (Oldham, 3 ottobre 1945), è un ex calciatore inglese, di ruolo attaccante.
È primatista di presenze (14) e, assieme a Laurie Cunningham, di reti (4) con la maglia del WBA nelle competizioni calcistiche europee.

## Carriera
Giocò per quasi tutta la carriera nel West Bromwich Albion, con il quale fu capocannoniere del campionato inglese enel 1971.

## Palmarès

### Club

#### Competizioni nazionali
- Coppa d'Inghilterra: 1

West Bromwich: 1967-1968
- Coppa di Lega inglese: 1

West Bromwich: 1965-1966
- Tennent Caledonian Cup: 1

West Bromwich: 1977